# Palaeomeryx
Genre
Palaeomeryx est un genre d'ongulé artiodactyle de la famille des Palaeomerycidae ayant vécu en Eurasie au Miocène pendant un peu moins de 10 millions d'années (de 16,9 à 7,25 millions d'années avant notre ère).

## Taxonomie
Palaeomeryx a été nommé par Hermann von Meyer (1834). Il est le genre-type des Palaeomerycidae et de la sous-famille des Palaeomerycinae. Il a été classé parmi les Palaeomerycidae par Carroll (1988) puis Sach et Heizmann (2001) et parmi les Palaeomerycinae par Prothero et Liter (2007),,.

## Distribution
- Niveau C1, carrière Quebra Bilhas, Lisbonne, Portugal
- Buñol, Espagne
- Lufeng, Yunnan, Chine
- Krivoï Rog, Ukraine